# Принц Ахмет
Принц Ахмет (тур. Şehzade Ahmet; 1517 — 1553) је био син султанa Сулејмана Величанственог и Хасеки Махидевран Султаније.

## Биографија
Принц Ахмет је рођен у Маниси као друго дете Султана Сулејмана I и Махидевран Султаније. Имао је једног брата и једну сестру Принца Мустафу и Султанију Разије. Највероватније је погубљен исто као и његов брат Принц Мустафа по наредби султана Сулејмана Величанственог. Имао је једног сина Принца Орхана. И миљеницу која му је подарила кћерку Дилрубу. Син му је умро четири године после њега.